# Не трябва, Старик, не трябва
„Не трябва, Старик, не трябва“ е български телевизионен филм (психологическа драма) от 1981 година по сценарий и режисура на Станко Петров, Оператор е Алеко Драганов. Музиката е на Иван Игнев, а художник е Хари Хайверов.

## Актьорски състав
| Изпълнител      | Роля                                                       |
| --------------- | ---------------------------------------------------------- |
| Борис Луканов   | „Старика“, командира на поделението                        |
| Васил Стойчев   | доктор Михайлов                                            |
| Пенка Цицелкова | Мария Константинова                                        |
| Кольо Дончев    | майор Асен Асенов, летец и офицер                          |
| Иван Иванов     | лейтенант Никола Димитров, втори офицер от екипажа на Асен |
| Георги Кишкилов |                                                            |
| Ирен Кривошиева |                                                            |
| Соня Маркова    |                                                            |